# Molophilus (Molophilus) tateanus
Molophilus (Molophilus) tateanus is een tweevleugelige uit de familie steltmuggen (Limoniidae). De soort komt voor in het Australaziatisch gebied.